# Cilansetrona
Cilansetrona é uma droga que é um antagonista 5-HT3 atualmente em fase de teste na União Europeia e EUA. É fabricada pela empresa farmacêutica Solvay.
Receptores 5HT-3 são responsáveis por causar muitas coisas, de náusea a evacuações excessiva. É pensado que em condições como síndrome do cólon irritável (SCI), os receptores tornaram-se defeituosos ou hipersensíveis. Antagonistas 5HT-3 funcionam por bloquear os sinais nervosos e químicos de alcançar esses receptores.
Estudos demonstraram que a droga pode melhorar significativamente a qualidade de vida em homens e mulheres com SCI como causador predominante de diarréia. Cilansetrona é o primeiro antagonista 5HT especificamente projetado para SCI que é efetivo em homens assim como em mulheres.